# Avsa
Avsa je naselje v Občini Kobarid.